# La Verne/Fairplex (Metro de Los Ángeles)
La Verne/Fairplex es una estación bajo construcción en la línea A del Metro de Los Ángeles y es administrada por la Autoridad de Transporte Metropolitano del Condado de Los Ángeles. La estación se encuentra localizada en La Verne, California. Es la tercera estación en la extensión Foothill en el valle de San Gabriel del condado de Los Ángeles. Esta programada la inauguración para el 9 de septiembre de 2025.
La Universidad de La Verne se encuentra noroeste de la estación y la feria del Condado de Los Ángeles esta a una cuadra para el sur. 

## Servicios
- Foothill Transit